# Playa de Fatares
La playa de Fatares es una cala localizada al sur de la diputación de Canteras, dentro del municipio español de Cartagena, y bañada por el mar Mediterráneo.
Se trata de una playa virgen y de difícil acceso, únicamente posible en barco o a través de una larga ruta de senderismo a través del espacio natural de la Sierra de la Muela, Cabo Tiñoso y Roldán. Una vez allí puede contemplarse la isla de las Palomas, a 1 km de la costa.
A finales de los años 1980, los arqueólogos Ana Isabel Miñano, Iván Negueruela y Juan Pinedo, del Centro Nacional de Investigaciones Arqueológicas Submarinas (CNIAS) realizaron unas prospecciones en la zona que tuvieron como resultado la aparición de varias ánforas de época imperial romana.

## Galería

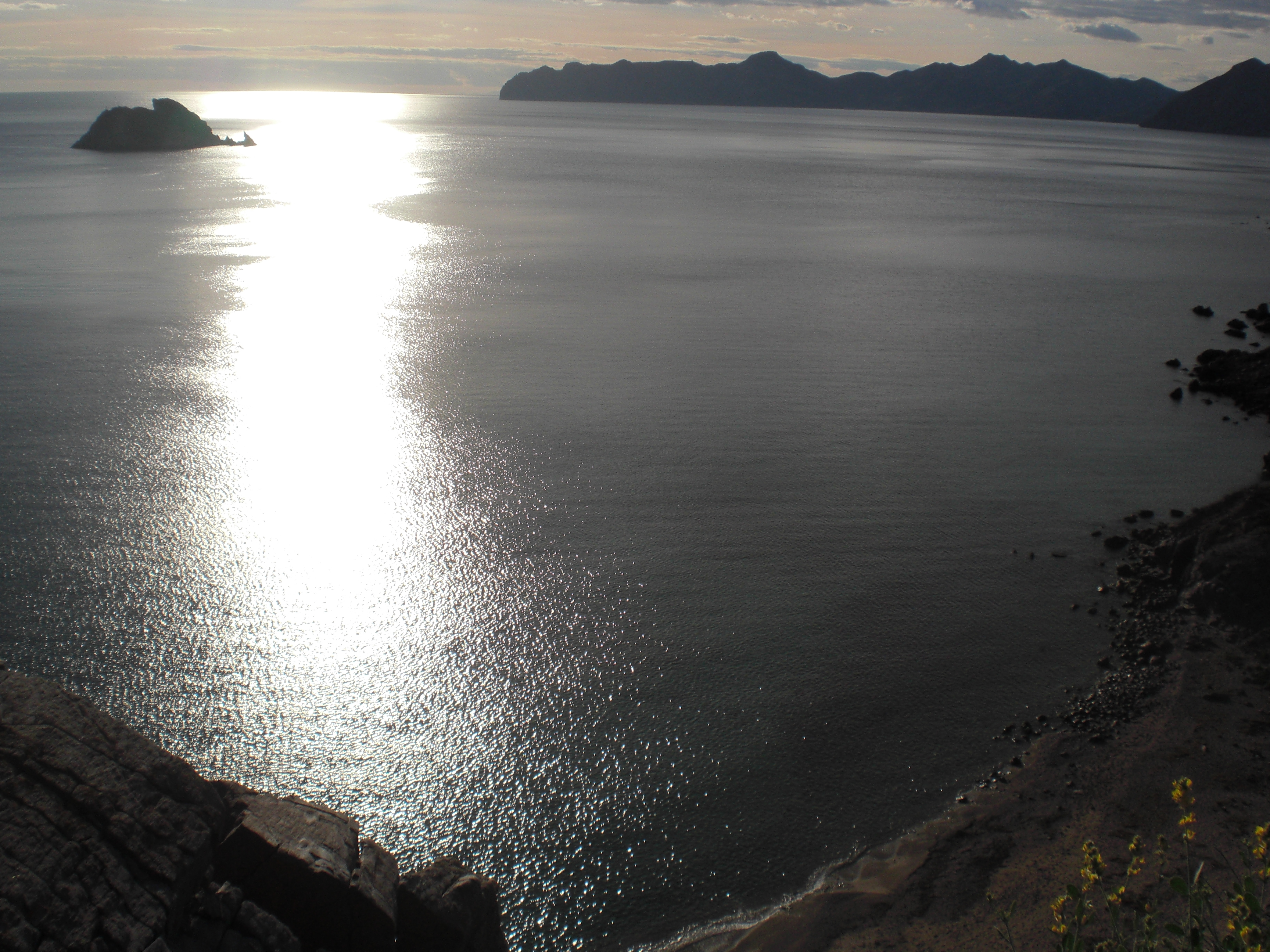
La playa, la isla de las Palomas y el cabo Tiñoso.
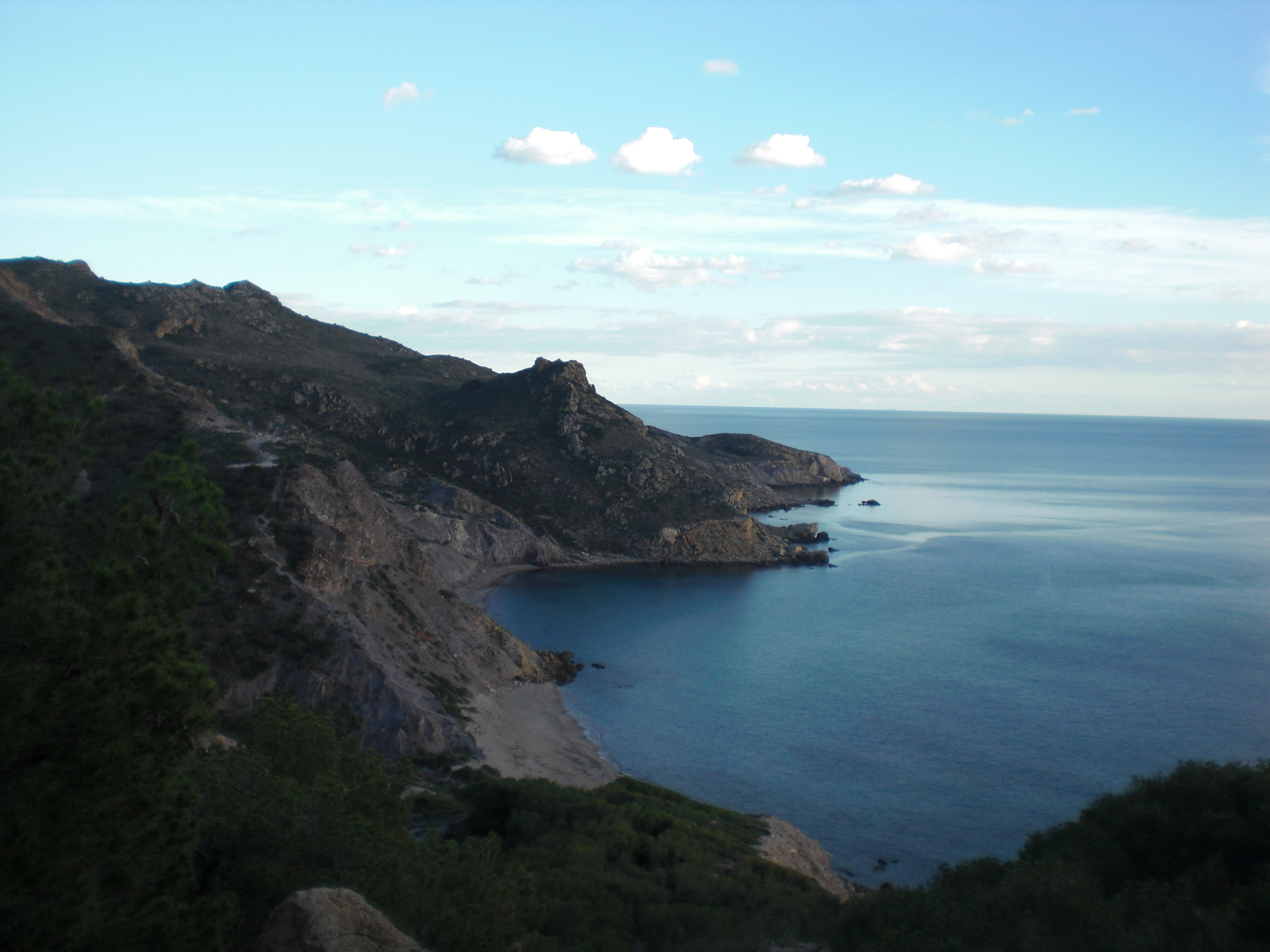
La playa desde el camino a Cartagena.